# 凯蒂·胡拉多
凯蒂·胡拉多（西班牙語：Katy Jurado，1924年1月16日—2002年7月5日），女，墨西哥演员。曾获得金球奖最佳电影女配角。